# Macierz skalarna
Macierz skalarna – macierz kwadratowa, której współczynniki są określone wzorami:
{\displaystyle a_{ij}={\begin{cases}c\quad {\mbox{dla}}\quad i=j\\0\quad {\mbox{dla}}\quad i\not =j\end{cases}}.}
Skrótowo: {\displaystyle a_{ij}=c\delta _{ij},} gdzie {\displaystyle \delta _{ij}} to symbol Kroneckera.
Macierz skalarną można też zdefiniować przez pojęcia ogólniejsze. To macierz diagonalna, w której wszystkie elementy na przekątnej głównej są równe, czyli macierz postaci
{\displaystyle \mathrm {diag} (c,c,\dots ,c)={\text{diag}}(c).}
Macierz skalarna reprezentuje wersory z bazy standardowej danej skończenie wymiarowej przestrzeni liniowej, np. przestrzeni euklidesowej, przeskalowane: {\displaystyle {\text{diag}}(c)=[c{\vec {e}}_{1}\ c{\vec {e}}_{2}\dots \ c{\vec {e}}_{n}].}
Ważne szczególne przypadki to:
- macierz jednostkowa {\displaystyle \mathbf {I} ={\text{diag}}(1);}
- kwadratowa macierz zerowa: {\displaystyle \mathbf {O} ={\text{diag}}(0).}

Macierze odpowiadają odwzorowaniom liniowym (macierze kwadratowe: endomorfizmom). Odwzorowania liniowe można przemnożyć przez skalar, przez co ma sens mówienie o mnożeniu macierzy przez skalar. Wtedy macierz skalarną można zapisać jako {\displaystyle {\text{diag}}(c)=c\mathbf {I} ,} gdzie {\displaystyle \mathbf {I} } jest macierzą jednostkową.

## Własności
Własności ogólne
- Rząd niezerowej macierzy skalarnej jest równy jej wymiarowi: {\displaystyle c\neq 0\Rightarrow {\text{rz}}(c\mathbf {I} _{n})=n.}

- Wyznacznik macierzy skalarnej to {\displaystyle n}-ta potęga jej skalara: {\displaystyle \det(c\mathbf {I} _{n})=c^{n}.} Jeśli wyznacznik jest zdefiniowany geometrycznie (zorientowana objętość), to wynika to wprost z definicji. Jeśli wyznacznik jest definiowany aksjomatycznie, to ten wzór wynika z postulowanej jednorodności.

- Obrazem odwzorowania skalarnego jest cała przestrzeń, a jądrem – wektor zerowy. Innymi słowy jądro jest trywialne. {\displaystyle {\text{im}}\ c\mathbf {I} _{n}=\mathbb {K} ^{n},{\text{ker}}\ c\mathbf {I} _{n}=\{{\vec {0}}\}.}

Własności mnożenia
- Macierz skalarna jest przemienna z dowolną inną macierzą kwadratową tego samego stopnia {\displaystyle n.} {\displaystyle (c\mathbf {I} )\mathbf {A} =c\mathbf {A} =\mathbf {A} (c\mathbf {I} ).} Można to zapisać komutatorem: {\displaystyle [c\mathbf {I} ,\mathbf {A} ]=\mathbf {O} ,} gdzie {\displaystyle \mathbf {O} } jest kwadratową macierzą zerową.

Innymi słowy: macierze skalarne są centrum algebry wszystkich macierzy ustalonego stopnia. Zachodzi też twierdzenie odwrotne: jeśli macierz kwadratowa jest przemienna ze wszystkimi macierzami kwadratowymi danego stopnia (należy do centrum algebry), to jest macierzą skalarną.
- Niezerowe macierze skalarne można odwrócić, odwracając sam skalar. {\displaystyle (c\mathbf {I} )^{-1}=c^{-1}\mathbf {I} .}

- Iloczyn (złożenie) dwóch macierzy skalarnych jest macierzą skalarną. {\displaystyle (c\mathbf {I} )(d\mathbf {I} )=(cd)\mathbf {I} .}

- Macierze skalarne tworzą zbiór zamknięty ze względu na mnożenie, jest to działanie łączne i ma element neutralny (macierz jednostkowa). Dlatego macierze skalarne ustalonego stopnia tworzą tzw. monoid. Ponieważ mnożenie skalarów jest przemienne, jest to monoid przemienny. Niezerowe macierze skalarne też są zamknięte ze względu na mnożenie, zawierają identyczność (jedynkę) i są dodatkowo odwracalne, dlatego tworzą grupę przemienną. Odpowiednie monoidy i grupy są izomorficzne z monoidami i grupami skalarów danej przestrzeni liniowej[potrzebny przypis].

- Szczególnym przypadkiem mnożenia macierzy skalarnych jest ich potęgowanie. Odbywa się przez potęgowanie odpowiedniego skalara. {\displaystyle (c\mathbf {I} )^{n}=c^{n}\mathbf {I} .}

- Powyższa własność bardzo upraszcza obliczanie wielomianów od macierzy. {\displaystyle p(c\mathbf {I} )=p(c)\mathbf {I} .} To uproszczenie rozciąga się również na nieskończone szeregi potęgowe, np. szereg Taylora. Dzięki nim można definiować różne funkcje na macierzach, m.in. eksponens. Zachodzi {\displaystyle e^{c\mathbf {I} }=e^{c}\mathbf {I} } – wynikiem funkcji wykładniczej jest zwykłe przeskalowanie. Podobne uproszczenia zachodzą dla rzutów (idempotentów).

Własności diagonalizacji
- Wektorem własnym niezerowego odwzorowania skalarnego (i przez to macierzy skalarnej) jest każdy wektor: {\displaystyle (c\mathbf {I} ){\vec {v}}=c\cdot {\vec {v}}.} Odpowiednią przestrzenią własną jest cała rozważana przestrzeń liniowa. Dla macierzy skalarnej jedyną wartością własną jest c – ta liczba to całe widmo macierzy (spektrum).

- Macierz skalarna jest przez to diagonalizowalna: w sposób dość trywialny, bo jest z definicji diagonalna.

- Wielomian charakterystyczny macierzy skalarnej jest dość prosty, ponieważ ma tylko jeden pierwiastek (równy {\displaystyle c}). Jego krotność jest równa wymiarowi rozważanej przestrzeni i macierzy. {\displaystyle p(\lambda )=(\lambda -c)^{n}.} Wielomian minimalny to w tym wypadku funkcja liniowa: {\displaystyle \mu (\lambda )=\lambda -c.}

- Ślad macierzy skalarnej (i odwzorowania skalarnego) jest równy wymiarowi przestrzeni oraz macierzy, przemnożonemu przez odpowiedni skalar. {\displaystyle {\text{tr}}\ c\mathbf {I} _{n}=cn.}